# Wulfhilda de Saxonia
Wulfhilda (n. 1072 – d. 29 decembrie 1126, Abația Weingarten⁠(d), Baden-Württemberg, Germania), aparținând dinastiei Billungilor, a fost fiica mai mare a ducelui Magnus de Saxonia și a soției sale, Sofia de Ungaria.

## Biografie
Wulfhilda a fost căsătorită cu ducele Henric al IX-lea de Bavaria. Ca urmare a acestei căsătorii, o parte a posesiunilor familiei Billungilor a trecut în mâinile Casei de Welf. Wulfhilda și Henric ai avut următorii copii:
- Iudita, căsătorită cu ducele Frederic al II-lea de Suabia;
- Conrad (d. 17 martie 1126), călugăr cistercian;
- Henric (d. 1139), căsătorit în 1127 cu Gertruda de Supplingenburg, fiica împăratului Lotar al III-lea;
- Welf, căsătorit Uta de Calw;
- Sofia, căsătorită cu ducele Berthold al III-lea de Zähringen și apoi cu ducele Leopold I al Stiriei;
- Wulfhilda, căsătorită cu contele Rudolf de Bregenz;
- Mathilda, căsătorită cu margraful Diepold al IV-lea de Vohburg și apoi cu contele Gebhard al III-lea de Sulzbach.

Wulfhilda a murit în 1126 și a fost înmormântată în Abația Weingarten.